# Malmtorgsbadet

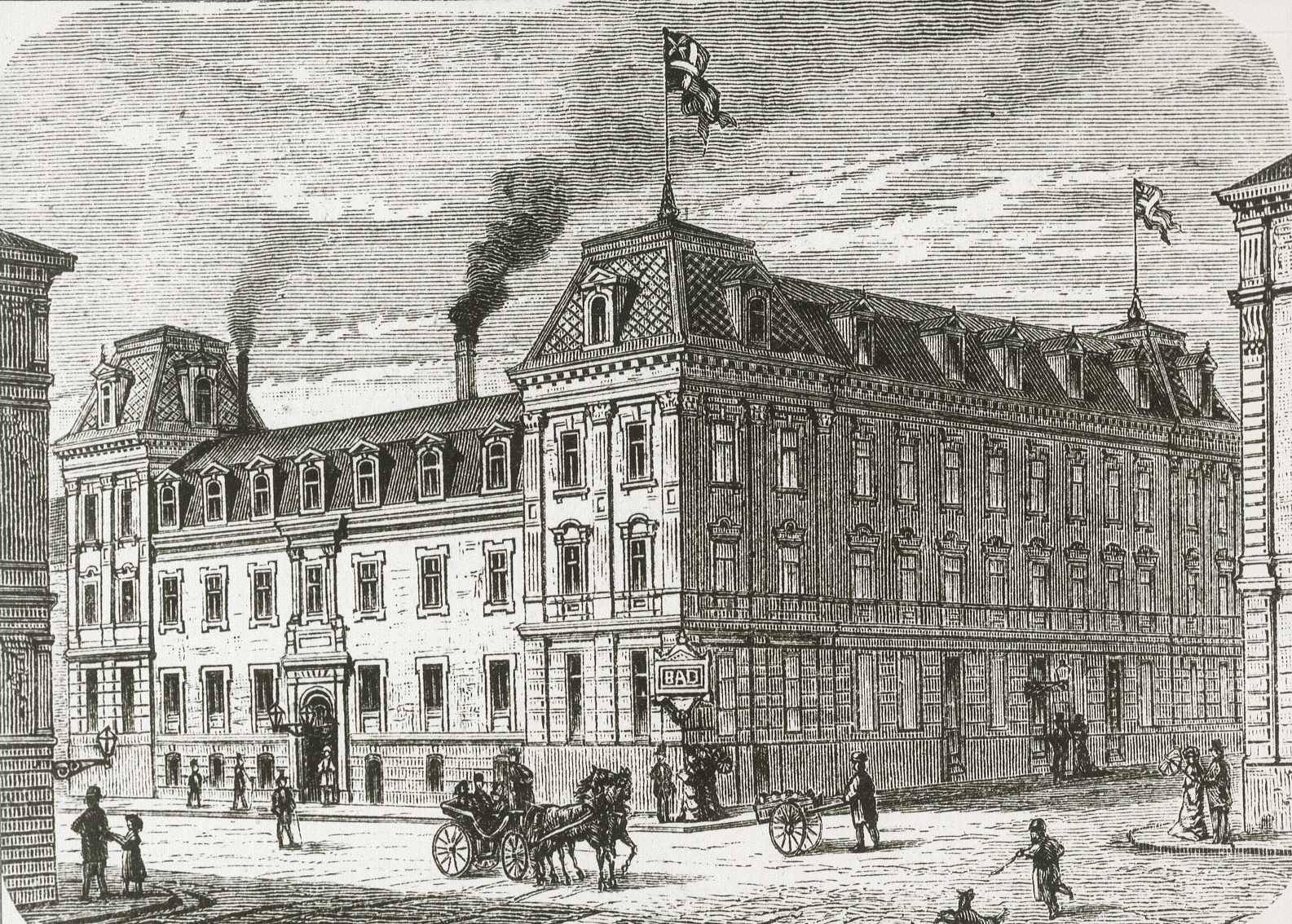
Malmtorgsbadet 1892

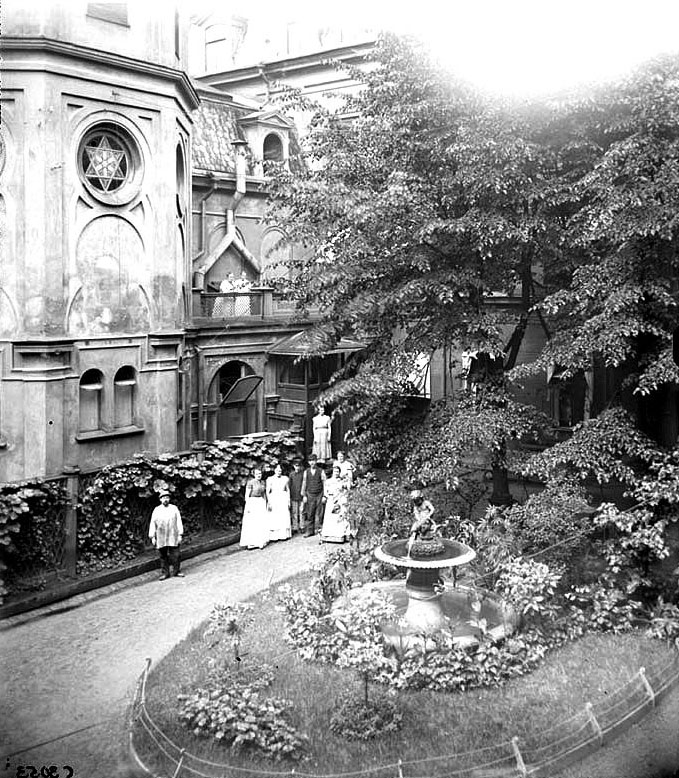
Gårdsinteriör och personal vid Malmtorgsbadet på 1880-talet

Malmtorgsbadet, även Stora badhuset, var en badinrättning vid Malmtorgsgatan 3 i kvarteret Brunkhalsen på Norrmalm i centrala Stockholm. 

## Historik
Badet tillkom på Carl Curmans initiativ. Curman hade varit badläkare och intendent I Lysekil och ville skapa en badanläggning efter kontinentalt mönster i huvudstaden. Tillsammans med ortopeden Gustav Zander, arkitekten Hjalmar Lindahl och byggmästaren Johan Ahlström bildade man 1867 Stockholms Badhusaktiebolag och påbörjade sökandet efter en lämplig lokal. Frimurarebarnhuset skulle vid denna tid flyttas till Kristinebergs slott varvid bolaget införskaffade dess stora egendom vid Malmtorgsgatan för 200 000 kronor. Huset byggdes om av Curman som biträddes av Lindahl som blivit anläggningens kamrer. Petter Georg Sundius svarade för den arkitektoniska ledningen.
1869 öppnades anläggningen för allmänheten. Anläggningen kom med åren att byggas ut och omfatta 1 600 kvadratmeter med 70 avklädningshytter, 51 karbad, bastu, turkiskt-romerskt bad och medicinska bad. En mindre bastuavdelning för kvinnor fanns också att tillgå. I slutet av 1800-talet inreddes en ny avdelning för simbad med en 10 x 6 meter stor simbassäng. Vattnet till anläggningen hämtades från Brunkebergsåsen via en 16 meter djup brunn som gav 60 000 liter vatten i timmen. Gustaf Zanders medico-mekaniska institut, vilket kan jämföras med ett gym, flyttade tidigt in i huset och gick i folkmun under namnet "gubbkvarnen" och kommenterades av August Strindberg som ”en öppen mekanisk sjukgymnastik där människor gymnastiseras på maskiner liknande tortyrinstrument.”
Trots relativt höga priser blev badet en succé och 1885 öppnade aktiebolaget filial vid Stureplan genom Sturebadet. 1868 kostade en bastu 3 klass 25 öre, karbad 3 klass 30-40 öre, 2 klass 50-75 öre, 1 klass 1:25, turkiskt bad 1:75. Som jämförelse tjänade en industriarbetare ungefär 1:50 om dagen. 
Om man inte hade möjlighet att ta sig till badhuset kunde man beställa hem ett varmbad. Malmtorgsbadet var det första som tillhandahöll sådana bad i hemmen där varmvatten forslades med häst och vagn i träbadkar hem till kunden. I början av 1900-talet utrustades allt fler hyreshus med centralvärme och varmvatten i. Det medförde att Malmtorgsbadet drogs med en allt sämre ekonomi. Mellan åren 1914 och 1917, i krigsekonomin under Första världskriget, försvann således sex inomhusbad i innerstaden, däribland Malmtorgsbadet 1917.
På platsen för badet restes några år senare ett bankpalats åt Nordiska Handelsbanken.